# كريستوف مولر (متزلج قفز)
كريستوف مولر (بالألمانية: Christoph Müller)‏ هو متزلج قفز نمساوي، ولد في 5 يوليو 1968 في كلاغنفورت في النمسا.

## وصلات خارجية
- كريستوف مولر على موقع الاتحاد الدولي للتزلج (القفز التزلجي) (الإنجليزية)